# 田中橋 (渡良瀬川)

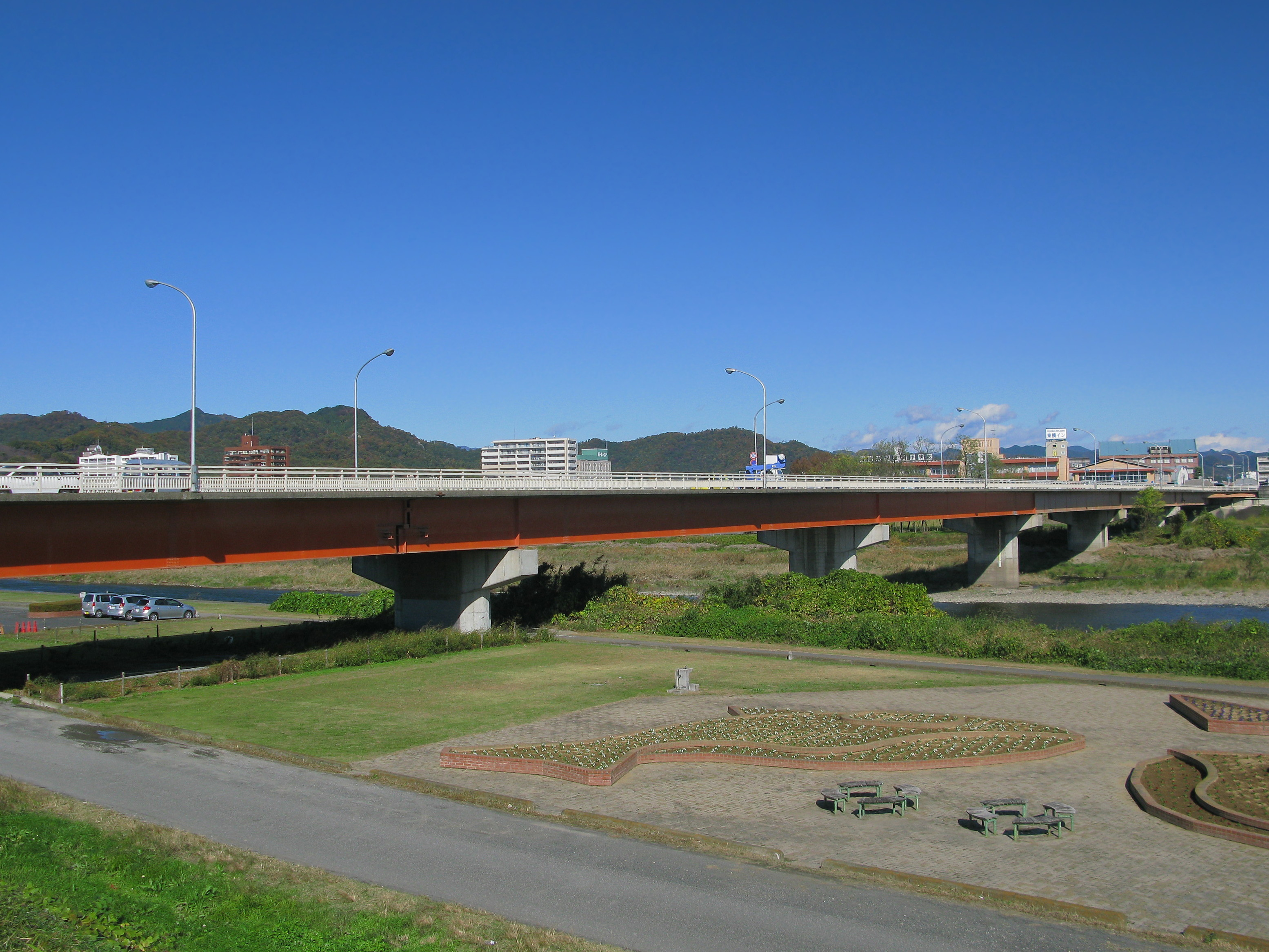
田中橋（2011年11月）

田中橋（たなかばし）は、栃木県足利市の渡良瀬川に架かる橋である。 
国道293号と群馬県道・栃木県道402号桐生足利藤岡自転車道線の一部となっている。橋長290 m、幅員12 m。

## 概要
足利市伊勢南町と同市田中町の間に架かり、足利市街と国道50号を結んでいるため、朝夕の通勤時間帯や休日を中心として朝倉町を先頭に橋の上まで渋滞することがある。
橋の北端は「田中橋北」交差点となっており、栃木県道・群馬県道8号足利館林線と接続する。国道293号のスムースな流れを実現するため、南側（国道50号方面）から中橋方に左折する車線が橋の上あり、信号機には左折用の矢印がついている。
橋の南端は東武伊勢崎線を越える陸橋に接続しており、橋より高い位置に一旦上がってから地上に降りることになる。

## 歴史
1970年（昭和45年）に開通した。当初は有料橋であった。1976年（昭和51年）に無料となる。

## 風景

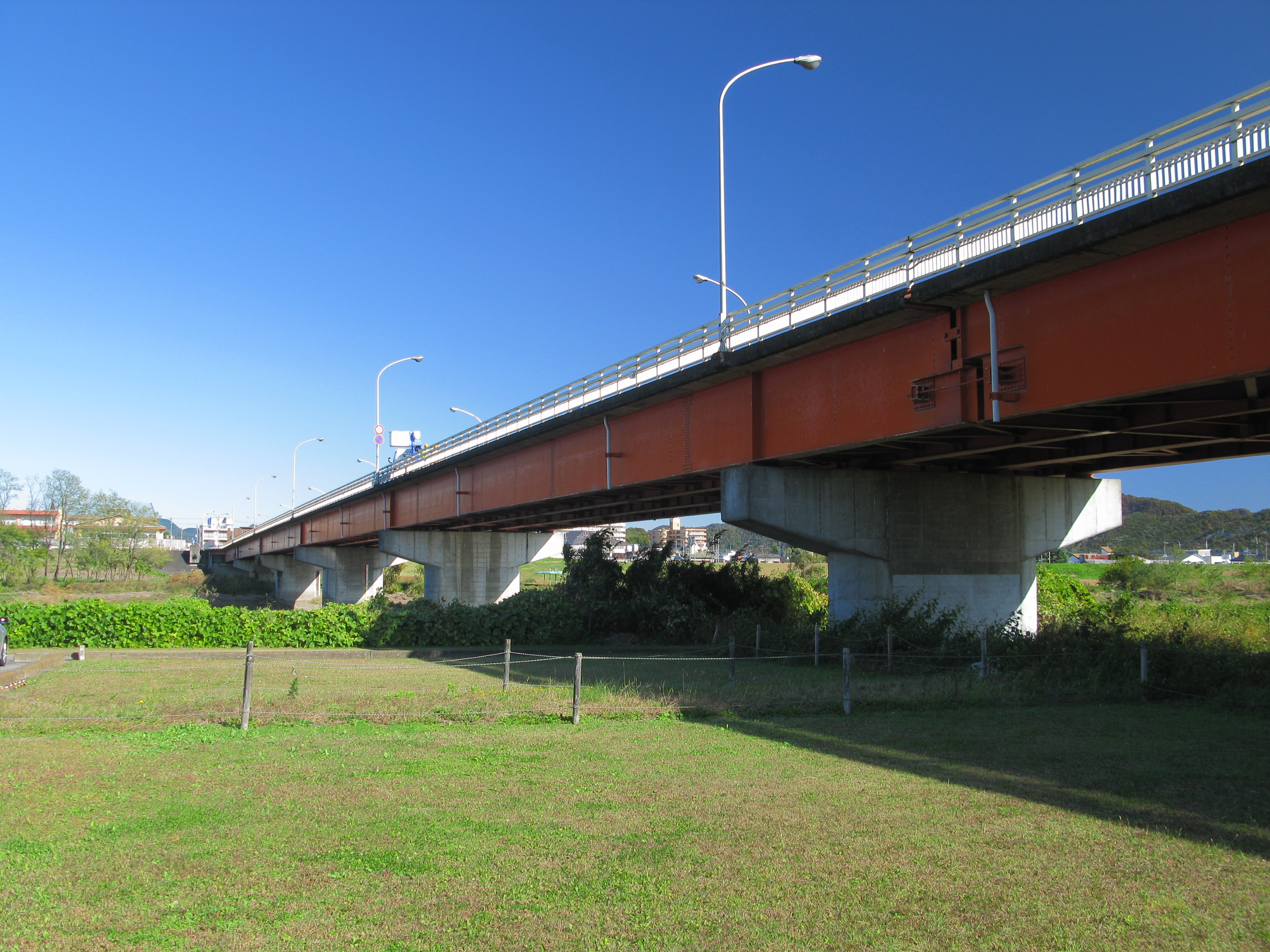
左岸上流側から
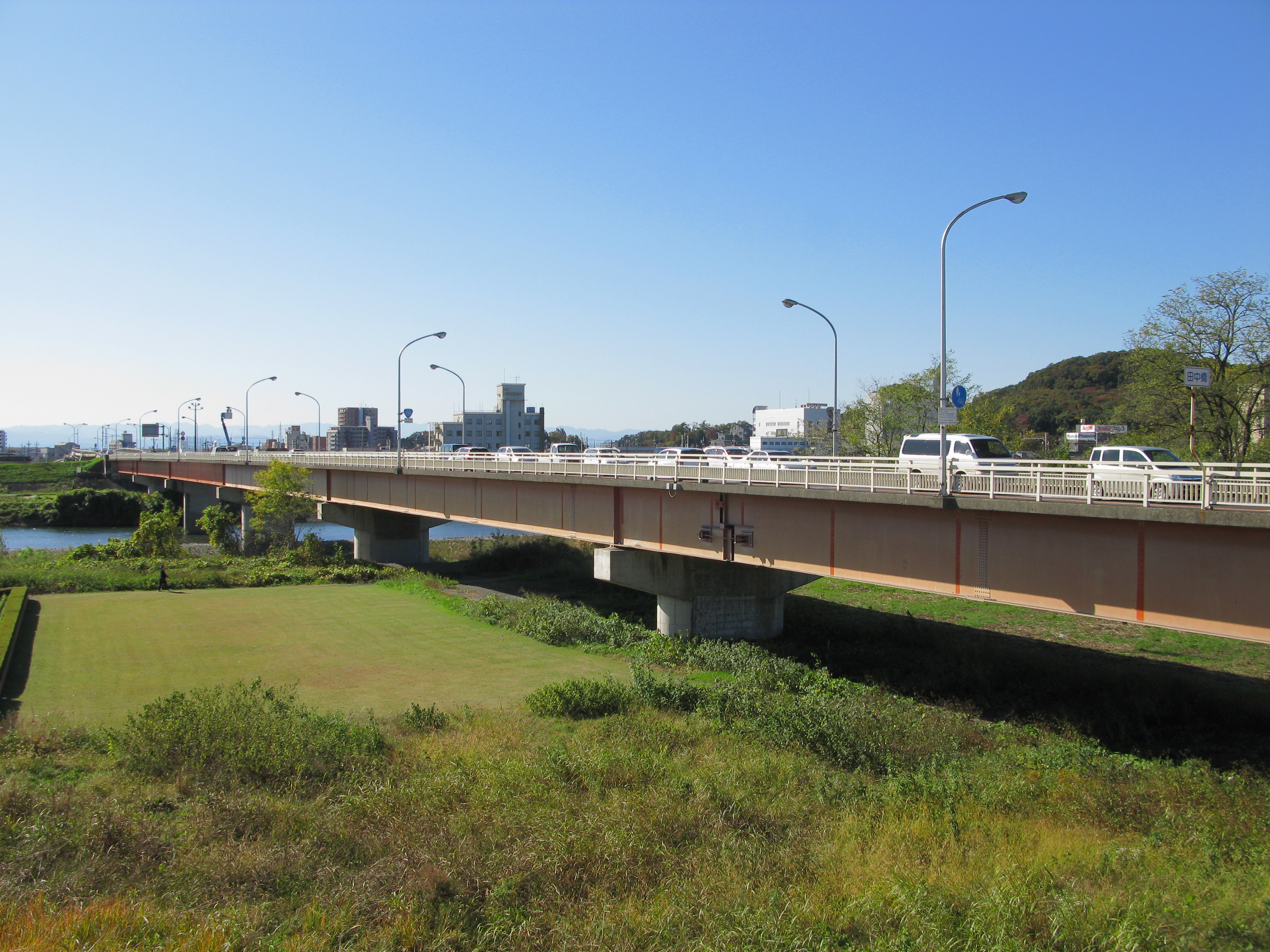
右岸下流側から

## 隣の橋
- 渡良瀬川
  - 渡良瀬橋 - 中橋 - 田中橋 - 岩井橋 - 福寿大橋